# Automeris cecrops
Espèce
Automeris cecrops est une espèce de papillon de la famille des Saturniidae.

## Liste des sous-espèces
Selon Catalogue of Life (29 juin 2012) :
- sous-espèce Automeris cecrops cecrops Boisduval, 1875
- sous-espèce Automeris cecrops pamina Neumoegen, 1882
- sous-espèce Automeris cecrops peigleri Lemaire, 1979